# 1000엔 지폐
1000엔 지폐(일본어: 千円紙幣 せんえんしへい[*])는 일본의 통화인 일본은행권 가운데 하나다. 1000엔권이라고도 불리며, 액면가가 천엔인 지폐를 뜻한다. 2013년 현재 발행되고 있는 천엔 지폐는 2004년부터 발행되고 있는 노구치 히데요의 초상이 그려져있는 E호권이다.
그밖에, 이전에 발행되었던 천엔 지폐로는 갑호권, B호권, C호권, D호권이 있어 지금까지 발행된 천엔 지폐는 총 5종이 존재한다. 노구치 히데요는 1867년생의 세균학자이다.
1000엔은 대한민국 원으로 따지면 약 8979원이고 위안(중국 위안)으로 따지면 47위안, 미국 달러로 따지면 약 6.5달러이며 러시아 루블로 따지면 603.7루블이다.

## B호권
- 앞면 : 쇼토쿠 태자
- 뒷면 : 호류지 유메도노
- 은화 : "日銀"(일은) 글자, 벚꽃
- 크기 : 가로 164mm, 세로 76mm
- 발행 개시 : 1950년 1월 7일
- 발행 정지 : 1965년 1월 4일
- 유효 통화

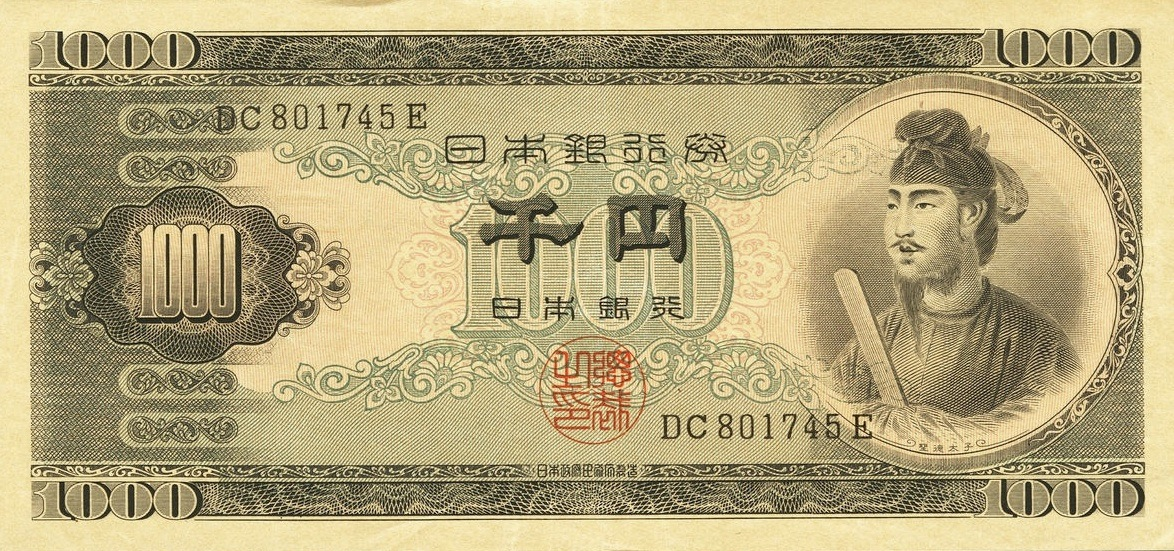
B호권 1000엔 앞면
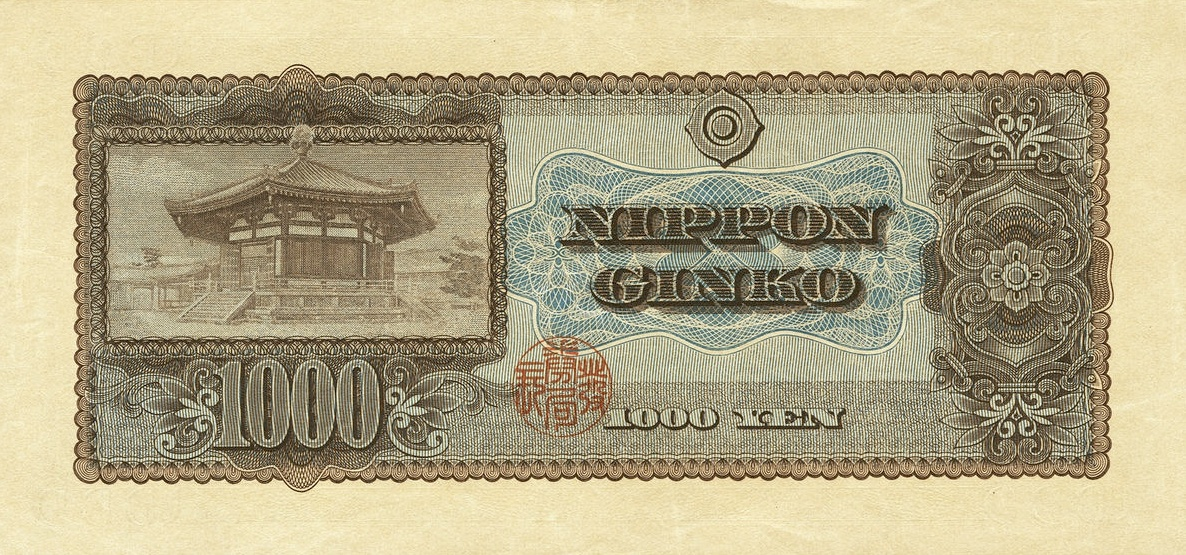
B호권 1000엔 뒷면
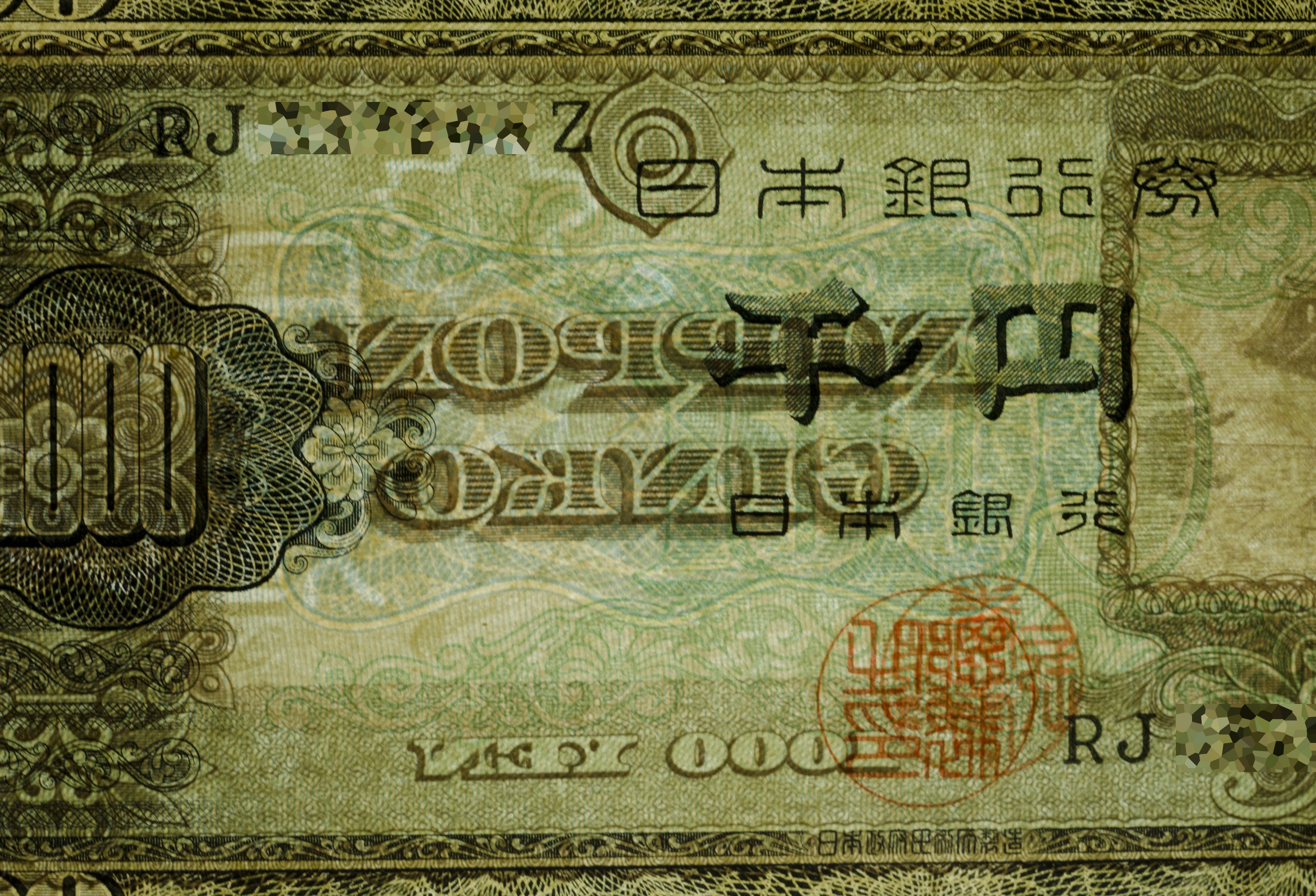
B호권 1000엔 은화

## C호권
- 앞면 : 이토 히로부미
- 뒷면 : 일본은행 본점
- 은화 : 이토 히로부미 초상화
- 크기 : 가로 164mm, 세로 76mm
- 발행 개시 : 1963년 11월 1일
- 발행 정지 : 1986년 1월 4일
- 유효 통화

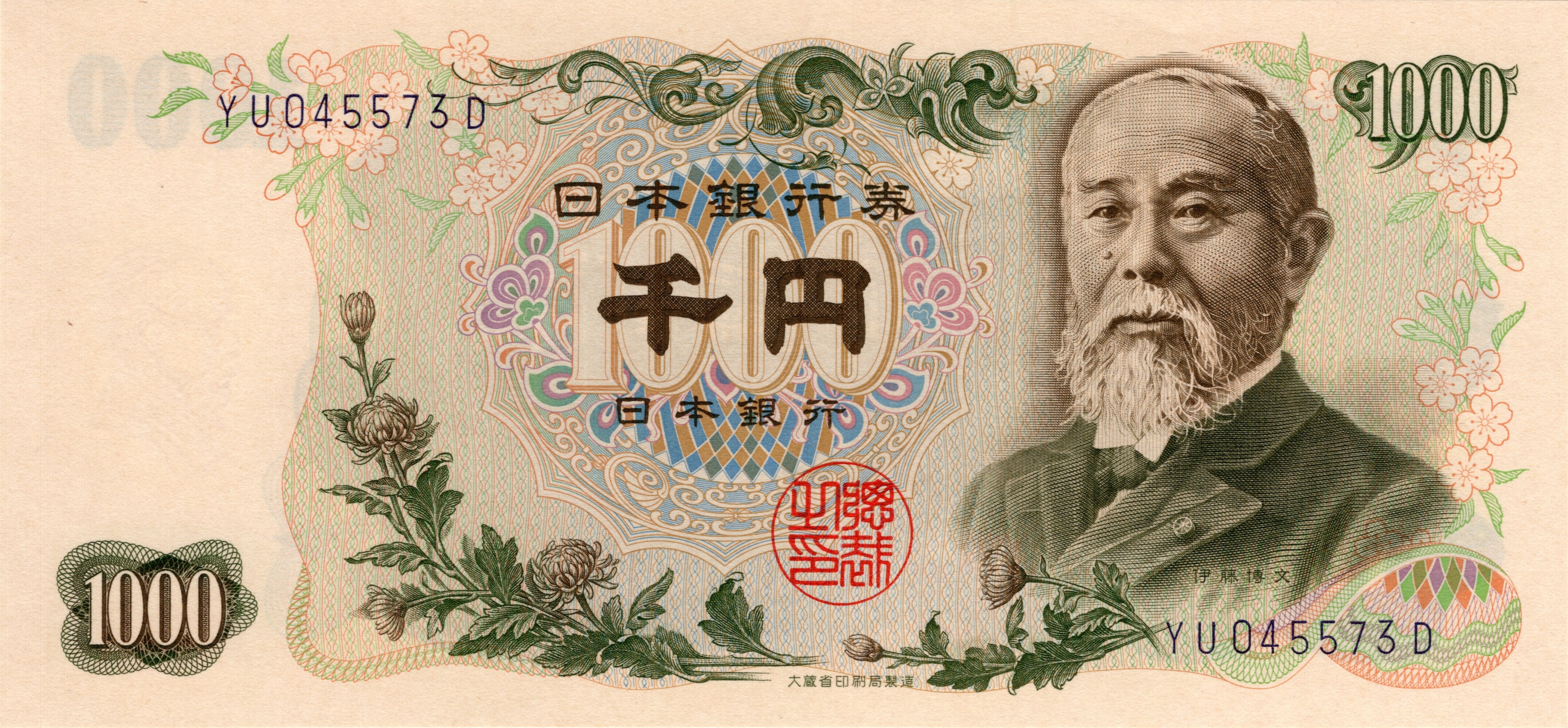
C호권 1000엔 앞면
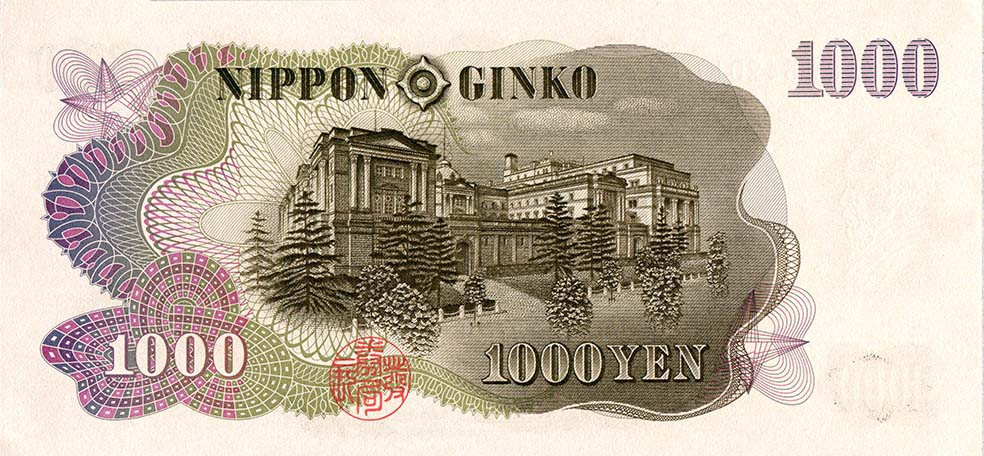
C호권 1000엔 뒷면
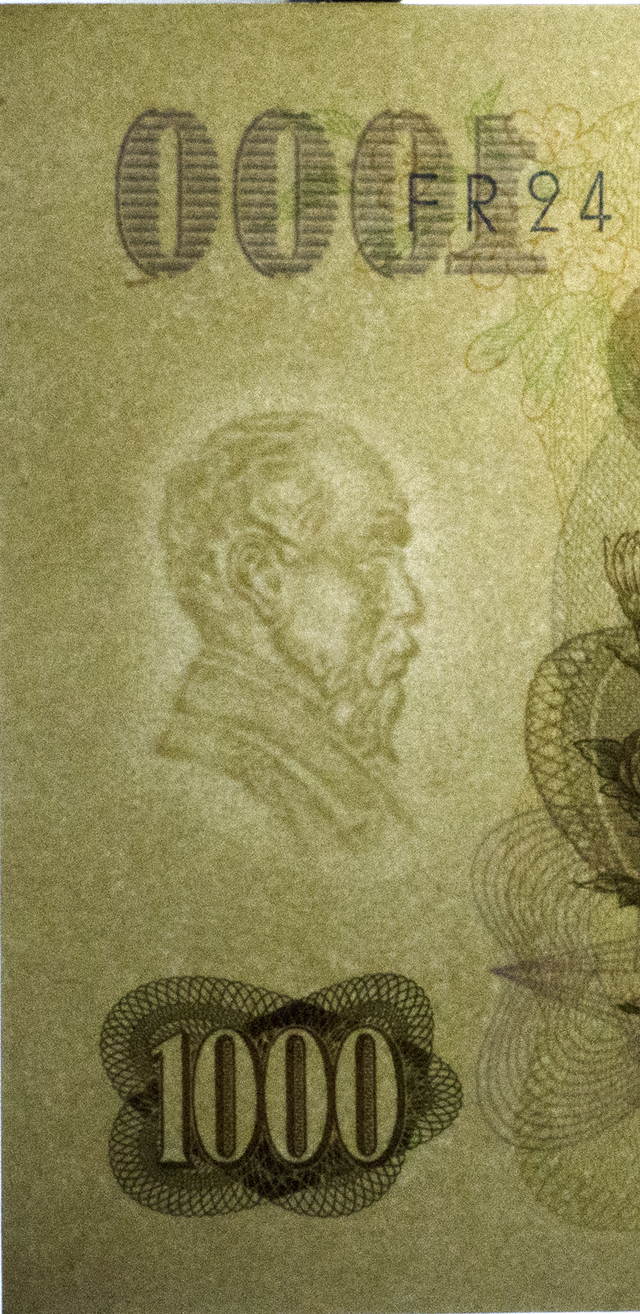
C호권 1000엔 은화

## D호권
- 앞면 : 나쓰메 소세키
- 뒷면 : 두루미
- 은화 : 나쓰메 소세키 초상화
- 크기 : 가로 150mm, 세로 76mm
- 발행 개시 : 1984년 11월 1일
- 발행 정지 : 2007년 4월 2일
- 유효 통화

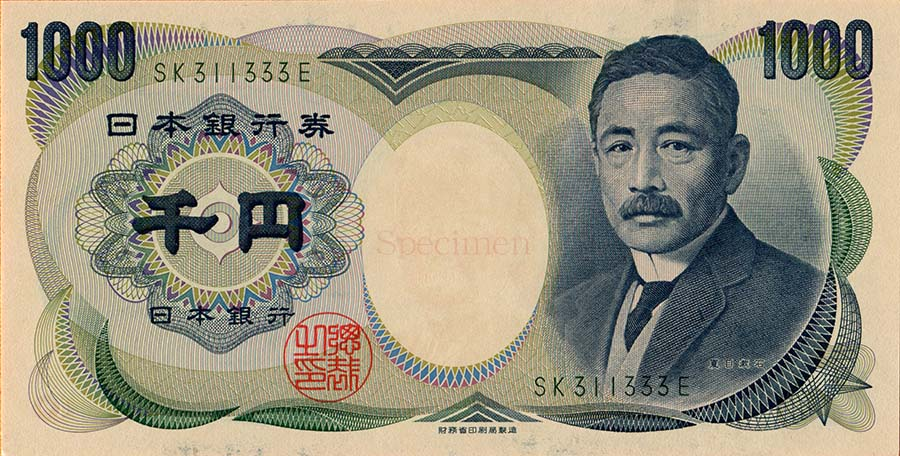
D호권 1000엔 앞면
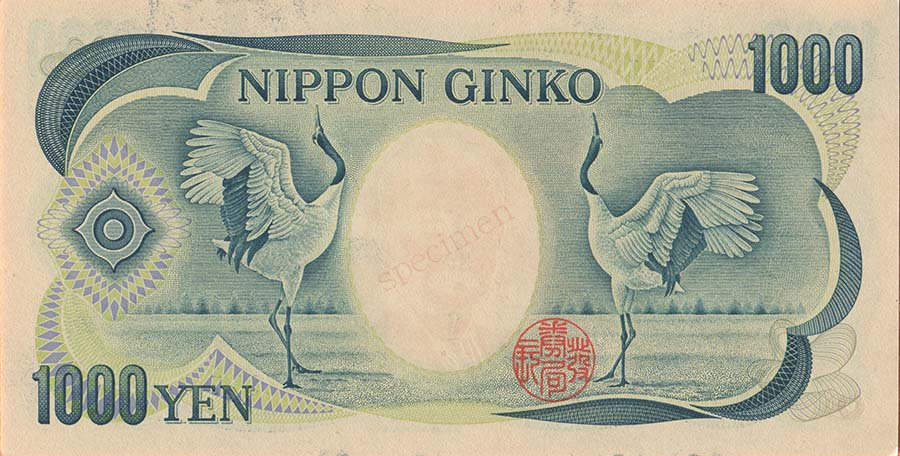
D호권 1000엔 뒷면
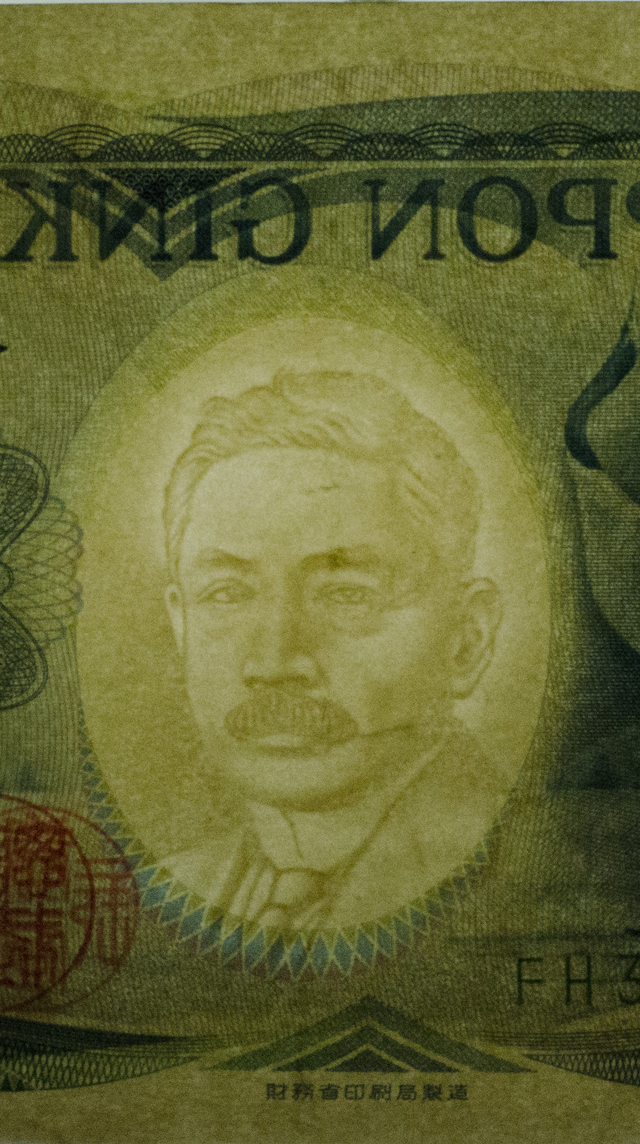
D호권 1000엔 은화

## E호권

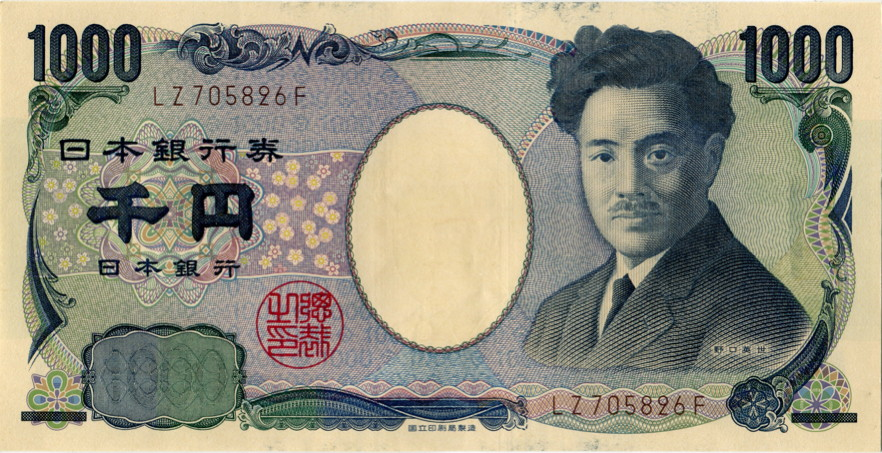
E호권 1000엔 앞면
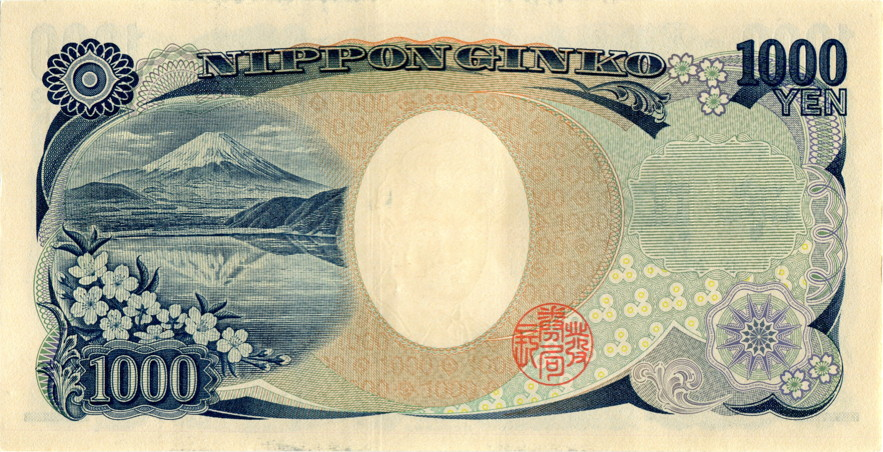
E호권 1000엔 뒷면

- 앞면 : 노구치 히데요
- 뒷면 : 후지산, 벚꽃
- 은화 : 노구치 히데요 초상화
- 크기 : D호권과 같음.
- 발행 개시 : 2004년 11월 1일
- 발행 정지 : 2063년 4월 2일
- 유효 통화

- E호권 1000엔 앞면
- E호권 1000엔 뒷면

## F호권

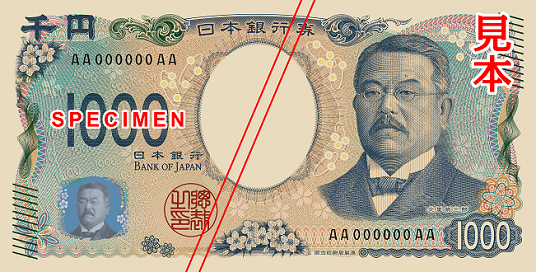
표면

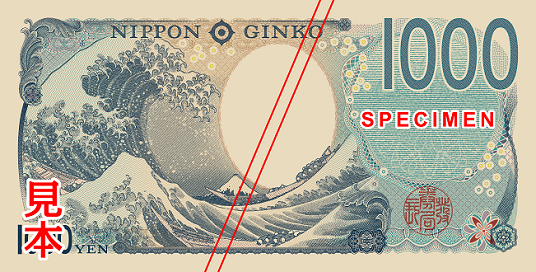
이면

2024년에 새롭게 선보일 일본은행권 1000엔권은 다음과 같이 바뀐다.
- 액면 : 1000엔 (千円)
- 표면 : 기타사토 시바사부로
- 이면 : 가쓰시카 호쿠사이의 그림 《가나가와 해변의 높은 파도 아래》
- 인장 : 표면은 총재지인을, 이면은 발권국장으로 표시
- 명판 : 국립인쇄국 제조
- 기번호 사양 : 다음과 같음
  - 기번호색 : 검정
  - 기번호 구성 : 기호인 영문 2글자와 일련번호인 숫자 6열 그리고 영문 2글자 형태의 기호의 순으로 배치
- 수법 : 세로 76mm, 가로 150mm
- 발행 개시일 : 2024년 7월 3일
- 발행 정지 : 2034년 4월 2일

그래서 해당 지폐는 F호권으로 계획될 것이 추측되며, 5000엔 지폐 및 10000엔 지폐와 함께 새로이 바뀔 것이라는 관측이 있다.